# کچران (جورجیا)
کچران، جورجیا (به انگلیسی: Cochran, Georgia) یک شهر در ایالات متحده آمریکا با جمعیت ۵٬۱۵۰ نفر است که در جورجیا واقع شده‌است.

## موقعیت جغرافیایی
موقعیت جغرافیایی شهرها و مناطق اطراف به شرح زیر است: